# Виолетта (телесериал)

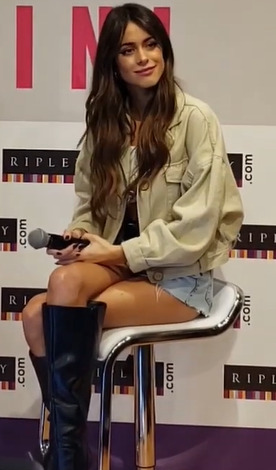

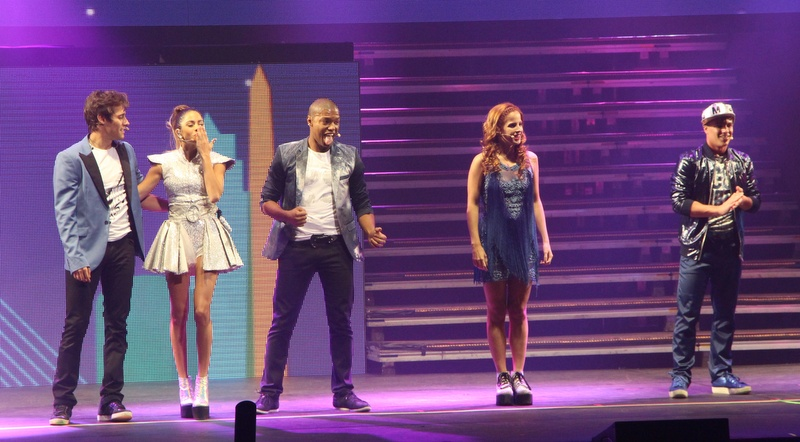

«Виолетта» (исп. Violetta) — аргентинский молодёжный музыкальный телесериал, выходивший на Disney Channel с 2012 по 2015 год.
2 июня 2016 года в Аргентине (6 мая в Испании) был запланирован выход спин-оффа сериала — полнометражного фильма «Тини: Новая жизнь Виолетты» (исп. Tini: El gran cambio de Violetta).
Во время выхода сериала на полках магазинов в разных странах можно было увидеть товары с его эмблемой и т.д.

## История создания и сюжет
Съёмки «Виолетты» начались в сентябре 2011 года и закончились в декабре 2014 года. Сериал полностью снят в формате HD (1080i).
22 декабря 2011 года о сериале впервые было объявлено на канале Disney, однако до апреля 2012 года ни примерная, ни точная дата реализации не оглашались. В начале апреля 2012 года на официальном сайте Disney в Латинской Америке появился клип «En Mi Mundo», исполненный Мартиной Штоссель, — саундтрек к сериалу; а 4 апреля 2012 года было объявлено о премьере, назначенной на 14 мая 2012 года. Премьера 1-го сезона состоялась 14 мая 2012 года в Латинской Америке и Италии. В России премьера 1-го сезона состоялась 15 октября 2012 года. Вторая половина 1-го сезона в России началась с 25 марта 2013 года. Премьера 2-го сезона в Аргентине состоялась 29 апреля 2013 года, а в России — 30 сентября 2013 года. Вторая половина 2-го сезона в России началась с 24 февраля 2014 года. Премьера 3-го сезона в Аргентине состоялась 28 июля 2014 года, а в России — 2 февраля 2015 года. Вторая половина 3-го сезона в России началась с 9 ноября 2015 года.
Виолетта — подросток, которая возвращается в свой родной Буэнос-Айрес после нескольких лет жизни в Мадриде. Именно в Буэнос-Айресе она находит Studio 21, которая позднее стала называться Studio On Beat, и обнаруживает свою страсть к музыке и, чтобы защитить свою страсть, скрывает от отца то, что занимается пением, потому что он, ослепленный болью от потери своей жены Марии и матери Виолетты в автомобильной аварии во время музыкального тура, «оберегает» дочь от всего, что с музыкой, полагая, что это защищает её от страданий с воспоминаниями о её матери. В дополнение к своей страсти к музыке, Виолетта обнаруживает части своего прошлого, и поэтому она встречает свою бабушку и свою тетю Анджи, которая является её самым большим сообщником во всех приключениях, в то время как она, в свою очередь, скрывает свою истинную личность с Виолеттой и притворяется её гувернанткой.
С другой стороны, отец Виолетты узнаёт, что она поёт, и это нарушает отношения между дочерью и её отцом, но затем он понимает, что это её призвание, и, таким образом, начинается новый этап в жизни Виолетты, где её самые большие проблемы на этот раз будут заключаться в том, чтобы не потерять свободу, которую её отец начинает предоставлять ей, восстановить и поддержать любовь Леона и продолжить её музыкальную карьеру и, прежде всего, стать фундаментальной поддержкой её отца в решении проблем, с которыми он сталкивается от происков Джейд, Матиаса и Эсмеральды.
События третьего сезона разворачиваются после завершения успешного мирового турне студии. Виолетта и её друзья должны вернуться в Буэнос-Айрес, чтобы закончить обучение. На пути к осуществлению своих желаний и амбициозных планов ребятам придется столкнуться с новыми сложностями и препятствиями. Некоторые герои вернутся и вновь окажутся в центре событий, а другие, наоборот, покинут студию, чтобы реализовать свои мечты вдали от дома. В то же время любовные страдания Германа, отца Виолетты, продолжаются, а Анжи в него всё ещё влюблена. Чем же всё закончится?

## Список сезонов
| Сезон | Сезон                      | Количество серий           | Количество серий           | Показ в Аргентине | Показ в Аргентине | Показ в России   | Показ в России  |
| Сезон | Сезон                      | Количество серий           | Количество серий           | Премьера          | Финал             | Премьера         | Финал           |
| ----- | -------------------------- | -------------------------- | -------------------------- | ----------------- | ----------------- | ---------------- | --------------- |
|       | 1                          | 80                         | 40                         | 14 мая 2012       | 6 июля 2012       | 15 октября 2012  | 21 декабря 2012 |
|       | 1                          | 80                         | 40                         | 3 сентября 2012   | 26 октября 2012   | 25 марта 2013    | 5 июня 2013     |
|       | 2                          | 80                         | 40                         | 29 апреля 2013    | 21 июня 2013      | 30 сентября 2013 | 5 декабря 2013  |
|       | 2                          | 80                         | 40                         | 19 августа 2013   | 11 октября 2013   | 24 февраля 2014  | 25 апреля 2014  |
|       | Виолетта на концерте       | Виолетта на концерте       | Виолетта на концерте       | 4 апреля 2014     | 4 апреля 2014     | —                | —               |
|       | 3                          | 80                         | 20                         | 28 июля 2014      | 22 августа 2014   | 2 февраля 2015   | 10 марта 2015   |
|       | 3                          | 80                         | 20                         | 22 сентября 2014  | 17 октября 2014   | 11 марта 2015    | 14 апреля 2015  |
|       | 3                          | 80                         | 20                         | 17 ноября 2014    | 12 декабря 2014   | 9 ноября 2015    | 10 декабря 2015 |
|       | 3                          | 80                         | 20                         | 12 января 2015    | 6 февраля 2015    | 14 декабря 2015  | 29 апреля 2016  |
|       | Тини: Новая жизнь Виолетты | Тини: Новая жизнь Виолетты | Тини: Новая жизнь Виолетты | 2 июня 2016       | 2 июня 2016       | —                | —               |

## Персонажи
| Актёр                      | Персонаж                         | Сезон          | Сезон          | Сезон         |
| Актёр                      | Персонаж                         | 1              | 2              | 3             |
| Основные                   | Основные                         | Основные       | Основные       | Основные      |
| -------------------------- | -------------------------------- | -------------- | -------------- | ------------- |
| Мартина Штоссель           | Виолетта «Вилу» Кастильо         | главный герой  | главный герой  | главный герой |
| Пабло Эспиноса             | Томас Эредиа                     | главный герой  |                |               |
| Хорхе Бланко               | Леон Варгас                      | главный герой  | главный герой  | главный герой |
| Мерседес Ламбре            | Людмила Ферро                    | Главный        | Главный        | Главный       |
| Диего Домингес             | Диего Эрнандес                   |                | Главный        | Главный       |
| Николас Гарнье             | Андрес Каликсто                  | Главный        | Главный        | Главный       |
| Альба Рико                 | Наталья «Нати» Видаль            | Главный        | Главный        | Главный       |
| Лодовика Комелло           | Франческа «Фран» Кавилья         | Главный        | Главный        | Главный       |
| Канделария Мольфесе        | Камила Торрес                    | Главный        | Главный        | Главный       |
| Факундо Гамбанде           | Максимилиано «Макси» Понте       | Главный        | Главный        | Главный       |
| Симоне Лийои               | Лука Кавилья                     | Главный        |                |               |
| Артур Логунов              | Брако                            | Главный        |                |               |
| Родриго Велилья            | Наполеон «Напо» Ферро            | Главный        |                |               |
| Самуэль Нассименто         | Бродвей Сильва                   | Главный        | Главный        | Главный       |
| Диего Рамос                | Герман Кастильо                  | Главный        | Главный        | Главный       |
| Мария Клара Алонсо         | Анхелес Сарамего / Анджи Каррара | Главный        | Главный        | Главный       |
| Флоренция Бенитез          | Джейд ЛаФонтейн                  | Главный        | Главный        | Главный       |
| Хоакин Бертольд            | Матиас ЛаФонтейн                 | Главный        | Главный        | Главный       |
| Мирта Вонс                 | Ольга Патриция Пена              | Главный        | Главный        | Главный       |
| Альфредо Альенде           | Лисандро Рамальо                 | Главный        | Главный        | Главный       |
| Родриго Педрейра           | Грегорио Касал                   | Главный        | Главный        | Главный       |
| Эсекьель Родригес          | Пабло Галиндо                    | Главный        | Главный        | Главный       |
| Пабло Султани              | Роберто «Бето» Бенвенуто         | Главный        | Главный        | Главный       |
| Альберто Фернандес де Роса | Антонио Фернандес                | Главный        | Главный        | Приглашенный  |
| Руджеро Паскарелли         | Федерико Паччини                 | Второстепенный | Второстепенный | Главный       |
| Диего Алькола              | Марроти                          | Второстепенный | Второстепенный | Главный       |
| Ксабьяни Понсе де Леон     | Марко Тавелли                    |                | Главный        | Главный       |
| Валерия Барони             | Лара Хименес                     |                | Главный        |               |
| Карла Пандольфи            | Эсмеральда                       |                | Главный        |               |
| Валентина Фрионе           | Джеки                            |                | Главный        |               |
| Дамьен Лауретта            | Клеман Кортес / Александер Галан |                |                | Главный       |
| Макарена Мигель            | Джери Лопес                      |                |                | Главный       |
| Флоренсия Ортис            | Присцила Ферро                   |                |                | Главный       |
| Начо Гадано                | Николас Кортес                   |                |                | Главный       |
| Родриго Фрамптон           | Милтон Винисиус                  |                |                | Главный       |

## Музыка[10][11]
| Название                    | Исполнители |
| --------------------------- | --- |
| En Mi Mundo                 | Мартина Штоссель |
| Junto A Ti                  | Мартина Штоссель, Лодовика Комелло, Канделария Мольфесе |
| Tienes Todo                 | Мартина Штоссель, Пабло Эспиноса |
| Te Creo                     | Мартина Штоссель |
| Entre Tú Y Yo               | Пабло Эспиноса |
| Juntos Somos Más            | Лодовика Комелло, Канделария Мольфесе, Хорхе Бланко, Мерседес Ламбре, Факундо Гамбанде, Альба Рико |
| Ven Y Canta                 | Лодовика Комелло, Канделария Мольфесе, Хорхе Бланко, Мерседес Ламбре, Факундо Гамбанде, Альба Рико, Пабло Эспиноса, Николас Гарнье, Самуэль Насименто, Родриго Велилья, Артур Логунов                               |
| Are You Ready For The Ride? | Хорхе Бланко, Факундо Гамбанде, Николас Гарнье, Самуэль Насименто, Родриго Велилья |
| Algo Suena En Mi            | Лодовика Комелло, Канделария Мольфесе, Факундо Гамбанде, Мартина Штоссель |
| Destinada A Brillar         | Хорхе Бланко, Мерседес Ламбре, Альба Рико, Николас Гарнье |
| Veo Veo                     | Мартина Штоссель, Лодовика Комелло, Канделария Мольфесе |
| Habla Si Puedes             | Мартина Штоссель |
| Dile Qие Si                 | Хорхе Бланко, Николас Гарнье, Родриго Велилья |
| Voy Por Ti                  | Хорхе Бланко |
| Podemos                     | Мартина Штоссель, Хорхе Бланко |
| Ti Credo                    | Лодовика Комелло (на итальянском языке) |
| Verte De Lejos              | Хорхе Бланко, Пабло Эспиноса |
| Ahí Estaré                  | Мерседес Ламбре, Факундо Гамбанде, Пабло Эспиноса |
| Ser Mejor                   | Лодовика Комелло, Канделария Мольфесе, Хорхе Бланко, Мерседес Ламбре, Факундо Гамбанде, Альба Рико, Пабло Эспиноса, Николас Гарнье, Самуэль Насименто, Родриго Велилья, Артур Логунов, Мартина Штоссель             |
| Te Esperaré                 | Хорхе Бланко, Альба Рико, Пабло Эспиноса, Руджеро Паскарелли |
| Tu Eres Mi Cancion          | Лусия Хиль |
| Tienes El Talento           | Лодовика Комелло, Хорхе Бланко, Мерседес Ламбре, Факундо Гамбанде, Альба Рико, Пабло Эспиноса, Мартина Штоссель, Руджеро Паскарелли                                                                                 |
| Cuando Me Voy               | Хорхе Бланко, Факундо Гамбанде, Николас Гарнье, Самуэль Насименто, Родриго Велилья |
| Nel Mio Mondo               | Мартина Штоссель (на итальянском языке) |
| Tu foto de verano           | Хорхе Бланко, Факундо Гамбанде, Николас Гарнье, Самуэль Насименто, Родриго Велилья |
| Mi Perdición                | Мартина Штоссель и Rock Bones |
| Hoy Somos Más               | Лодовика Комелло, Хорхе Бланко, Мерседес Ламбре, Факундо Гамбанде, Альба Рико, Самуэль Насименто, Мартина Штоссель, Николас Гарнье, Канделария Мольфесе                                                             |
| Alcancemos Las Estrellas    | Лодовика Комелло, Мерседес Ламбре, Мартина Штоссель, Канделария Мольфесе |
| Yo Soy Asi                  | Диего Домингес |
| Entre dos mundos            | Хорхе Бланко |
| Cómo quieres                | Мартина Штоссель |
| Peligrosamente Bellas       | Мерседес Ламбре, Альба Рико |
| Código de amistad           | Мартина Штоссель, Лодовика Комелло, Канделария Мольфесе |
| Euforia                     | Лодовика Комелло, Хорхе Бланко, Мерседес Ламбре, Факундо Гамбанде, Альба Рико, Самуэль Насименто, Мартина Штоссель, Николас Гарнье, Канделария Мольфесе, Диего Домингес, Ксабьяни Понсе де Леон                     |
| Algo se enciende            | Мартина Штоссель, Лодовика Комелло, Канделария Мольфесе, Диего Домингес, Мерседес Ламбре, Факундо Гамбанде, Самуэль Насименто, Ксабьяни Понсе де Леон                                                               |
| Luz, camara, accion         | Руджеро Паскарелли, Хорхе Бланко, Диего Домингес, Факундо Гамбанде, Самуэль Насименто, Николас Гарнье |
| Ven con nosotros            | Хорхе Бланко, Диего Домингес, Факундо Гамбанде, Самуэль Насименто, Николас Гарнье |
| Esto no puede terminar      | Лодовика Комелло, Хорхе Бланко, Мерседес Ламбре, Факундо Гамбанде, Альба Рико, Самуэль Насименто, Мартина Штоссель, Николас Гарнье, Канделария Мольфесе, Диего Домингес, Ксабьяни Понсе де Леон                     |
| Nuestro camino              | Мартина Штоссель, Хорхе Бланко |
| Si es por amor              | Мартина Штоссель, Мерседес Ламбре |
| On Beat                     | Лодовика Комелло, Хорхе Бланко, Мерседес Ламбре, Факундо Гамбанде, Альба Рико, Самуэль Насименто, Мартина Штоссель, Николас Гарнье, Канделария Мольфесе, Диего Домингес, Ксабьяни Понсе де Леон                     |
| En gira                     | Мартина Штоссель, Лодовика Комелло, Канделария Мольфесе, Мерседес Ламбре, Альба Рико, Хорхе Бланко, Факундо Гамбанде, Диего Домингес, Руджеро Паскарелли, Ксабьяни Понсе де Леон, Самуэль Насименто, Николас Гарнье |
| Aprendi a decir adios       | Лодовика Комелло |
| Supercreativa               | Мартина Штоссель |
| Encender nuestra luz        | Мерседес Ламбре, Альба Рико, Лодовика Комелло, Канделария Мольфесе |
| Amor en el aire             | Хорхе Бланко |
| A mi lado                   | Мартина Штоссель, Лодовика Комелло, Канделария Мольфесе |
| Quiero                      | Мерседес Ламбре |
| Mil Vidas Altras            | Хорхе Бланко, Факундо Гамбанде, Руджеро Паскарелли, Самуэль Насименто, Николас Гарнье |
| Underneath it all           | Мартина Штоссель |
| Mas que una amistad         | Хорхе Бланко, Факундо Гамбанде, Руджеро Паскарелли, Самуэль Насименто, Николас Гарнье |
| Friends till the end        | Мартина Штоссель, Лодовика Комелло, Канделария Мольфесе, Альба Рико, Хорхе Бланко, Факундо Гамбанде, Руджеро Паскаррели, Самуэль Насименто, Николас Гарнье                                                          |
| Descubri                    | Мартина Штоссель |
| Es mi pasion                | Мартина Штоссель, Хорхе Бланко, Диего Домингес, Руджеро Паскарелли, Факундо Гамбанде, Николас Гарнье, Лодовика Комелло, Канделария Мольфесе, Альба Рико, Мерседес Ламбре                                            |
| Rescata mi corazon          | Руджеро Паскарелли |
| Mas que dos                 | Мартина Штоссель, Мерседес Ламбре |
| Llamame                     | Мартина Штоссель, Лодовика Комелло, Канделария Мольфесе, Мерседес Ламбре, Альба Рико, Хорхе Бланко, Факундо Гамбанде, Самуэль Насименто, Николас Гарнье, Руджеро Паскарелли                                         |
| Crecimos juntos             | Мартина Штоссель, Лодовика Комелло, Канделария Мольфесе, Мерседес Ламбре, Альба Рико, Хорхе Бланко, Факундо Гамбнде, Диего Домингес, Самуэль Насименто, Николас Гарнье, Руджеро Паскарелли                          |

В сериале снялось несколько известных музыкальных групп и актёров. Среди них College 11 (1 сезон 35 серия и 2 сезон 53 серия), Rock Bones (1 сезон 35 серия и 2 сезон 53 серия), Бриджит Мендлер (2 сезон 11 серия) и группа R5 (3 сезон 69, 70 серии).

## Сопутствующие программы

### The U-Mix Show
19 мая 2012 года в Аргентине стартовало The U-Mix Show — еженедельная программа, представляющая собой итоги недели и интервью участников. В Аргентине программу вели Роджер Гонсалес (1 сезон — 2012), Начо (Игнасио) Рива (2 и 3 сезоны — 2013 и 2014) и Даниэль Мартинс (1 и 2 сезоны — 2012 и 2013); в Бразилии — Бруно Хедер(все сезоны). В настоящее время в Латинской Америке данная программа закрыта.

### El V-log de Francesca
Веб-сериал Лодовики Комелло, состоящий из 16 эпизодов. Первый выпуск вышел в интернете 10 июня 2012 года, последний 22 октября 2012 года. Веб-сериал был показан в Италии под названием El videoblog de Francesca и Бразилии под названием O V-log de Francesca.

### Ludmila Cyberst@r
Веб-сериал Disney Channel Аргентина, вышедший 1 июня 2012 года. Сериал состоит из 8 эпизодов. 17 сентября 2012 года сериал был выложен на YouTube, а затем на Disney Channel в Португалии.

## Награды и номинации
| Год  | Премия                       | Категория                                      | Номинант                            | Итог      |
| ---- | ---------------------------- | ---------------------------------------------- | ----------------------------------- | --------- |
| 2012 | Kids Choice Awards Аргентина | Лучшая ТВ программа                            | Лучшая ТВ программа                 | Номинация |
| 2012 | Kids Choice Awards Аргентина | Лучший актёр                                   | Пабло Эспиноса                      | Победа    |
| 2012 | Kids Choice Awards Аргентина | Любимый злодей                                 | Мерседес Ламбре                     | Победа    |
| 2012 | Kids Choice Awards Аргентина | Открытие                                       | Мартина Штоссель                    | Победа    |
| 2013 | Kids’ Choice Awards          | Любимая латиноамериканская актриса             | Мартина Штоссель                    | Номинация |
| 2013 | Премия Карлоса Гарделя       | Лучший альбом саундтреков кино или телевидения | Виолетта                            | Победа    |
| 2013 | Премия Мартина Фиерро        | Лучшая детская/молодёжная программа            | Лучшая детская/молодёжная программа | Победа    |
| 2013 | Премия Мартина Фиерро        | Открытие                                       | Мартина Штоссель                    | Победа    |
| 2013 | Kids Choice Awards Мексика   | Лучший актёр                                   | Хорхе Бланко                        | Победа    |
| 2013 | Kids Choice Awards Мексика   | Любимая программа или сериал                   | Любимая программа или сериал        | Номинация |
| 2013 | Kids Choice Awards Мексика   | Любимый злодей                                 | Мерседес Ламбре                     | Номинация |
| 2013 | Kids Choice Awards Мексика   | Лучший актёр второго плана                     | Пабло Эспиноса                      | Номинация |
| 2013 | Kids Choice Awards Мексика   | Лучшая актриса второго плана                   | Мария Клара Алонсо                  | Номинация |
| 2013 | Kids Choice Awards Аргентина | Лучшая ТВ программа                            | Лучшая ТВ программа                 | Победа    |
| 2013 | Kids Choice Awards Аргентина | Лучший телевизионный актёр                     | Хорхе Бланко                        | Номинация |
| 2013 | Kids Choice Awards Аргентина | Лучшая телевизионная актриса                   | Мартина Штоссель                    | Номинация |
| 2013 | Kids Choice Awards Аргентина | Лучшая телевизионная актриса                   | Лодовика Комелло                    | Номинация |
| 2013 | Kids Choice Awards Аргентина | Любимый актёр второго плана                    | Самуэль Насименто                   | Победа    |
| 2013 | Kids Choice Awards Аргентина | Любимый злодей                                 | Мерседес Ламбре                     | Победа    |
| 2013 | Kids Choice Awards Аргентина | Открытие                                       | Ксабьяни Понсе де Леон              | Номинация |

## Премьеры в мире
| Страна                   | Канал                         | Дата премьеры    | Название |
| ------------------------ | ----------------------------- | ---------------- | -------- |
| Аргентина                | Disney Channel Latinoamérica  | 14 мая 2012      | Violetta |
| Чили                     | Disney Channel Latinoamérica  | 14 мая 2012      | Violetta |
| Эквадор                  | Disney Channel Latinoamérica  | 14 мая 2012      | Violetta |
| Парагвай                 | Disney Channel Latinoamérica  | 14 мая 2012      | Violetta |
| Боливия                  | Disney Channel Latinoamérica  | 14 мая 2012      | Violetta |
| Колумбия                 | Disney Channel Latinoamérica  | 14 мая 2012      | Violetta |
| Гватемала                | Disney Channel Latinoamérica  | 14 мая 2012      | Violetta |
| Мексика                  | Disney Channel Latinoamérica  | 14 мая 2012      | Violetta |
| Гондурас                 | Disney Channel Latinoamérica  | 14 мая 2012      | Violetta |
| Перу                     | Disney Channel Latinoamérica  | 14 мая 2012      | Violetta |
| Уругвай                  | Disney Channel Latinoamérica  | 14 мая 2012      | Violetta |
| Венесуэла                | Disney Channel Latinoamérica  | 14 мая 2012      | Violetta |
| Доминиканская Республика | Disney Channel Latinoamérica  | 14 мая 2012      | Violetta |
| Италия                   | Disney Channel                | 14 мая 2012      | Violetta |
| Бразилия                 | Disney Channel Brasil         | 10 сентября 2012 | Violetta |
| Испания                  | Disney Channel España         | 17 сентября 2012 | Violetta |
| Франция                  | Disney Channel France         | 1 октября 2012   | Violetta |
| Турция                   | Disney Channel                | 18 февраля 2013  | Violetta |
| Польша                   | Disney Channel                | 18 февраля 2013  | Violetta |
| Румыния                  | Disney Channel                | 18 февраля 2013  | Violetta |
| Болгария                 | Disney Channel                |                  | Виолетта |
| Израиль                  | Disney Channel                | 3 сентября 2012  | ויולטה   |
| Россия                   | Канал Disney                  | 15 октября 2012  | Виолетта |
| Великобритания           | Disney Channel                | 22 июля 2013     | Violetta |
| Ирландия                 | Disney Channel                | 22 июля 2013     | Violetta |
| Лига арабских государств | Disney Channel Oriente Medio  | 26 августа 2013  | Violetta |
| ЮАР                      | Disney Channel                | 26 августа 2013  | Violetta |
| Греция                   | Disney Channel                | 26 августа 2013  | Βιολέττα |
| Нидерланды               | Disney Channel                | 16 сентября 2013 | Violetta |
| Бельгия                  | Disney Channel                | 16 сентября 2013 | Violetta |
| Португалия               | Disney Channel                | 16 сентября 2013 | Violetta |
| Швеция                   | Disney Channel Scandinavia    | 14 октября 2013  | Violetta |
| Норвегия                 | Disney Channel Scandinavia    | 14 октября 2013  | Violetta |
| Дания                    | Disney Channel Scandinavia    | 14 октября 2013  | Violetta |
| Финляндия                | Disney Channel Scandinavia    | 14 октября 2013  | Violetta |
| Исландия                 | Disney Channel Scandinavia    | 14 октября 2013  | Violetta |
| Эстония                  | Disney Channel Scandinavia    | 14 октября 2013  | Violetta |
| Австралия                | Disney Channel Australia      | 18 октября 2013  | Violetta |
| Чехия                    | Disney Channel Czech Republic | 11 ноября 2013   | Violetta |
| Венгрия                  | Disney Channel Hungary        | 11 ноября 2013   | Violetta |
| Армения                  | Lime TV                       | 7 июля 2013      | Վիոլետտա |